# 群馬県道200号後賀山名停車場線
群馬県道200号後賀山名停車場線（ぐんまけんどう200ごうごかやまなていしゃじょうせん）は、群馬県富岡市後賀から、同県高崎市山名町の山名駅に至る一般県道である。

## 路線データ
- 起点：富岡市大字後賀字塩畑堂802番の1[1]（群馬県道197号下高尾小幡線交点、〈塩畑堂交差点〉）
- 終点：高崎市山名町 山名停車場[1]（山名駅）

## 歴史
- 1959年（昭和34年）9月18日：群馬県より現・道路法に基づき、県道後賀山名停車場線（富岡市大字後賀 - 高崎市山名町 山名停車場、整理番号212）が路線認定される[2]。
  - 同日、前身路線にあたる県道池倉賀野停車場線（多野郡吉井町 - 群馬郡倉賀野町 倉賀野停車場、整理番号205）、県道山名停車場山名線（山名停車場 - 高崎市山名町、整理番号206）が路線廃止される[3]。

## 路線状況

### 重複区間
- 群馬県道30号寺尾藤岡線（高崎市山名町〈山名町南交差点〉 - 同〈山名駅入口〉）
  - 群馬県道173号金井倉賀野停車場線（高崎市山名町地内）

## 地理

### 通過する自治体
- 群馬県
  - 富岡市 - 高崎市

### 交差する道路
- 群馬県道197号下高尾小幡線（富岡市後賀・塩畑堂交差点）
- 群馬県道203号金井高崎線（高崎市吉井町坂口）
- 群馬県道171号吉井安中線（高崎市吉井町下奥平 - 吉井町岩崎）
- 群馬県道71号高崎神流秩父線〈西上州やまびこ街道〉（高崎市吉井町岩崎・岩崎交差点）
- 群馬県道30号寺尾藤岡線（高崎市山名町・山名町南交差点）
- 群馬県道173号金井倉賀野停車場線（高崎市山名町・山名町交差点）

### 沿線
- 吉井カントリークラブ（高崎市吉井町下奥平）
- 高崎市立岩平小学校（高崎市吉井町下奥平）
- 岩崎神社（高崎市吉井町岩崎）
- 中国化薬（高崎市吉井町岩崎）
- 陸上自衛隊吉井弾薬支処/吉井分屯地（高崎市吉井町馬庭）
- 群馬県立高崎産業技術専門校（高崎市山名町）
- 上信電鉄線
  - 西山名駅 - 山名駅
- ポリテクセンター群馬（高崎市山名町）